# Borja Ekiza
Borja Ekiza Imaz, meglio noto come Borja Ekiza (Pamplona, 6 marzo 1988), è un ex calciatore spagnolo, di ruolo difensore.

## Carriera
Ha debuttato nella Liga spagnola l'8 gennaio 2011 nella partita Malaga-Athletic Bilbao 1-1.